# The Bravery (album)
Pour les articles homonymes, voir The Bravery.
L'album The Bravery est le premier album du groupe The Bravery, sorti le 14 mars 2005.
Le premier single de l'album, "An Honest Mistake", est sorti le 28 février 2005. Le second single, Fearless, a suivi quelques semaines après. Cet album marque un retour au style new wave des années '80.

## Liste des chansons
Toutes les chansons ont été écrites par Sam Endicott, sauf celle indiquée.
1. An Honest Mistake - 3:29
2. No Brakes - 3:04
3. Fearless - 3:06
4. Tyrant (Endicott, John Conway) - 4:43
5. Give In - 2:48
6. Swollen Summer - 3:18
7. Public Service Announcement - 3:35
8. Out Of Line - 3:04
9. Unconditional - 3:19
10. The Ring Song - 3:25
11. Rites Of Spring - 3:21
12. Hot Pursuit (UK Special Edition Bonus Track)